# Personal Video Recorder

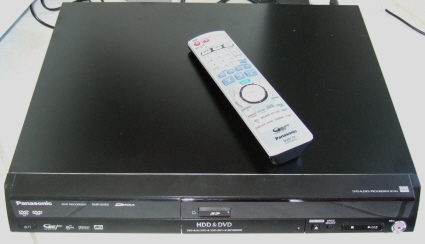
DVD-brännare från Panasonic

Personal Video Recorder, förkortat PVR, personlig videospelare vilket egentligen VHS-bandspelaren kan sägas ha utgjort den första.
I dagens flora av digitala apparater används ofta begreppet PVR eller DVR (Digital Video Recorder) för att beteckna små bärbara, oftast batteridrivna, videospelare. En PVR är idag i regel försedd med en inbyggd hårddisk för att kunna lagra och spela in många timmars videofilm och tv. Då information lagras digitalt kan den i grunden utgöras av många typer av media och därav kan en PVR oftast hantera mer än video. MP3-musik och digitalkamerabilder kan oftast också hanteras av en digital PVR-apparat.
Exempel på digitala PVR-apparater:
- Archos 604.